# Opius peterseni
Opius peterseni är en stekelart som beskrevs av Fischer 1964. Opius peterseni ingår i släktet Opius och familjen bracksteklar. Inga underarter finns listade i Catalogue of Life.